# Karl Bryullov
Karl Pavlovich Bryullov (Tiếng Nga: Карл Па́влович Брюлло́в; 12 tháng 12, 1799 – 11 tháng 6, 1852), tên gốc Charles Bruleau, còn được chuyển tự thành Briullov và Briuloff, bạn bè thường gọi là "Karl Đại đế", là một họa sĩ người Nga. Ông được coi là nhân vật chủ chốt trong tiến trình chuyển tiếp từ tân cổ điển Nga sang chủ nghĩa lãng mạn.  

## Tiểu sử
Karl Bryullov sinh ngày 12 (23) tháng 12 năm 1799 tại St. Petersburg, là con của Pavel Ivanovich Briullo (Brulleau, 1760—1833). Cha ông là viện sĩ, thợ khắc gỗ, thợ chạm, hậu duệ của người Huguenot. Ngay từ nhỏ, ông đã rất hứng thú với nước Ý. Dù được đào tạo tại Học viện Nghệ thuật Hoàng gia (1809-1821), Bryullov chưa bao giờ hoàn toàn đi theo phong cách cổ điển do các thầy giáo truyền dạy, cũng như anh trai Alexander Bryullov cổ vũ. Hoàn thành chương trình đào tạo với tư cách là một sinh viên đầy triển vọng và giàu trí tưởng tượng, ông rời Nga lên đường tới Rome và làm họa sĩ vẽ tranh chân dung, cảnh vật thường ngày cho tới năm 1835. Dẫu vậy, tiếng tăm của ông chỉ thực sự nổi lên khi ông bắt đầu sáng tác tranh đề tài lịch sử. 
Tác phẩm lừng danh nhất của Bryullov, bức Ngày cuối cùng của thành Pompeii (The Last Day of Pompeii 1830–1833), được Pushkin và Gogol đánh giá ngang hàng với các tác phẩm hàng đầu của Rubens và Van Dyck. Tác phẩm khiến công chúng Italy xúc động mạnh và nhờ đó đưa tên tuổi Bryullov lên thành một trong những họa sĩ châu Âu tài ba nhất thời kỳ đó. Sau khi hoàn thành tác phẩm này, ông đầy tự hào trở về thủ đô Nga, kết bạn với nhiều người thuộc giới tinh anh quý tộc và trí thức, gây dựng được một vị trí cao trong Học viện Nghệ thuật Hoàng gia. 
Một giai thoại liên quan đến Bryllov xuất hiện trong bài tiểu luận "Tại sao con người làm cho chính họ bị u mê" ( "Why Do Men Stupefy Themselves?") và sau đó trong cuốn sách Nghệ thuật là gì (What is Art), đều của Leo Tolstoy.
Thời kỳ giảng dạy tại Học viện (1836-1848), ông phát triển một phong cách vẽ tranh chân dung hòa hợp được tính đơn giản của tân cổ điển với khuynh hướng lãng mạn, và thiên hướng hiện thực chủ nghĩa của Bryullov được mức độ xâm nhập vào tâm lý làm cho thỏa mãn. Khi đang thi công trần nhà thờ chính tòa St Isaac, sức khỏe của ông đột nhiên chuyển biến xấu. Nghe lời tư vấn của bác sĩ, Bryullov tới Madeira năm 1849 và dành ba năm cuối đời tại Italy. Ông qua đời tại làng Manziana gần Rome và được chôn cất tại nghĩa trang Cimitero Acattolico ngay tại địa phương này.

## Tác phẩm chọn lọc

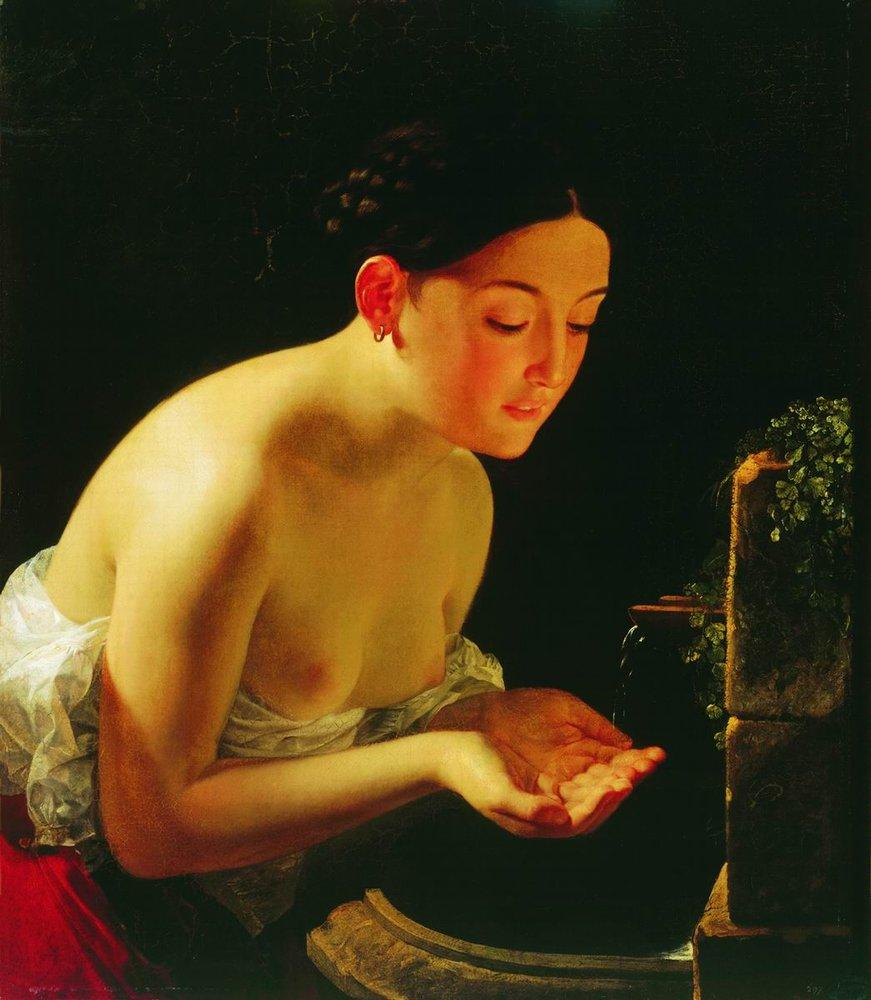
Buổi sáng ở Italia, 1823, Kunsthalle Kiel
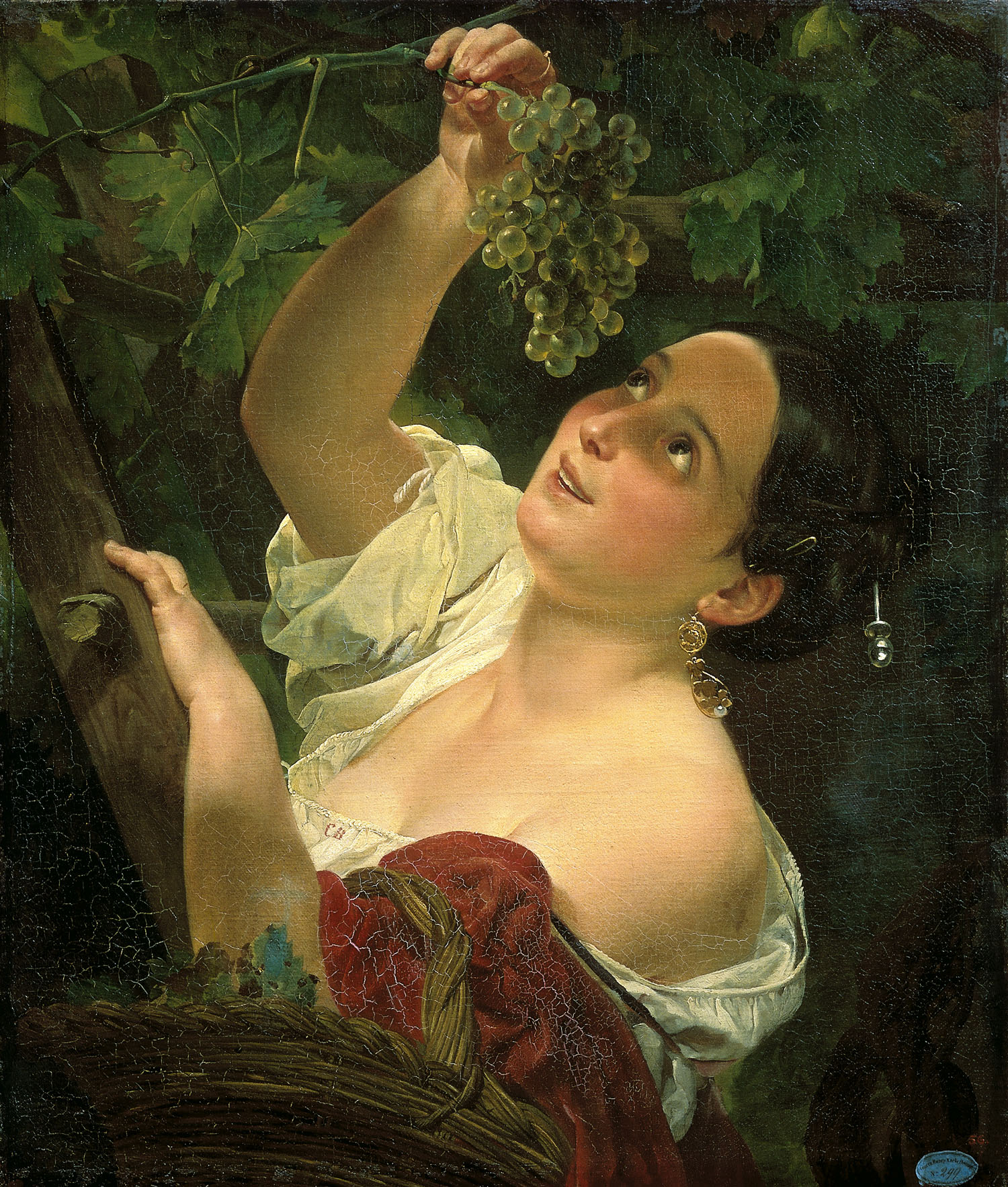
Ban ngày ở Italia, 1827, Russian Museum
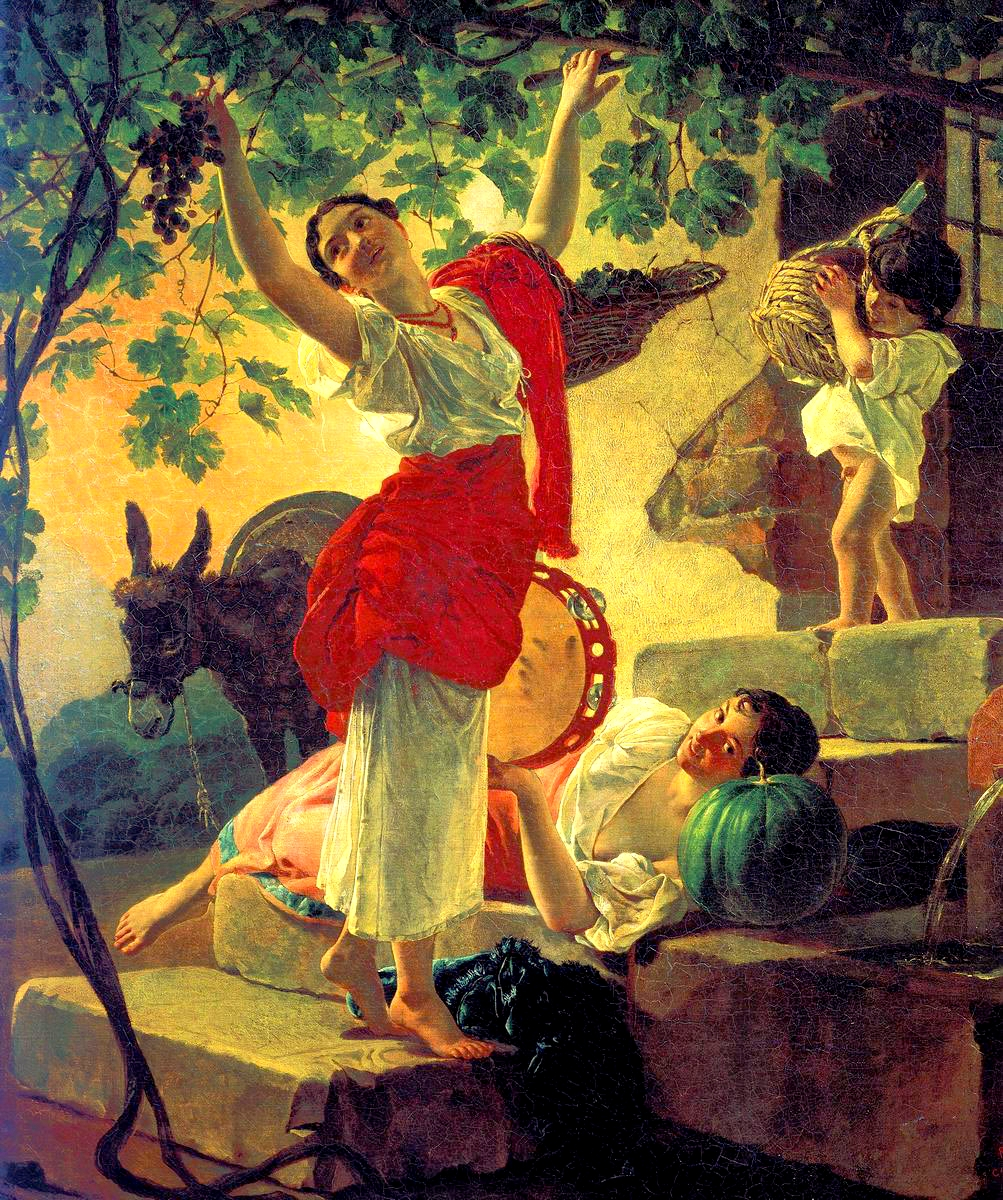
Cô gái thu hoạch nhỏ ở vùng lân cận Naples, 1827, Bảo tàng Nga
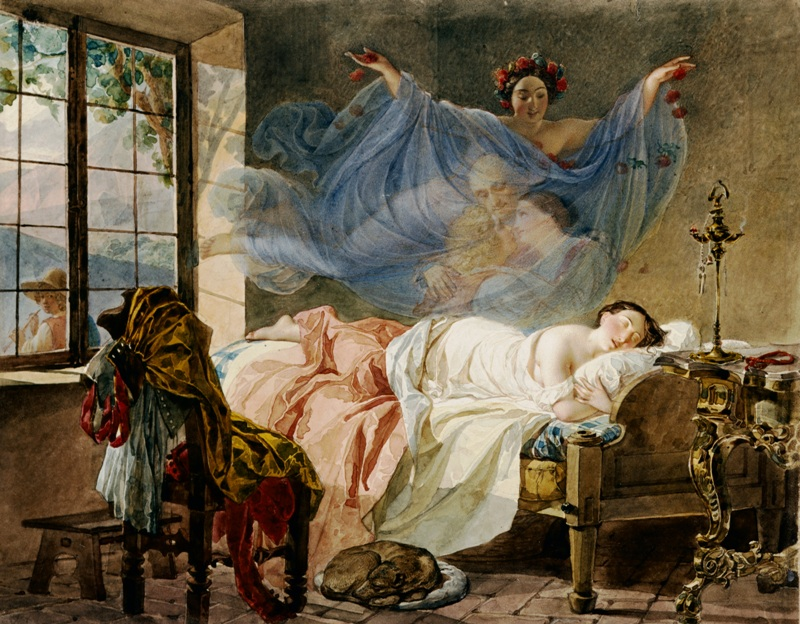
Giấc mơ của cô gái trước khi bình minh đến, 1830-1833, Bảo tàng Pushkin
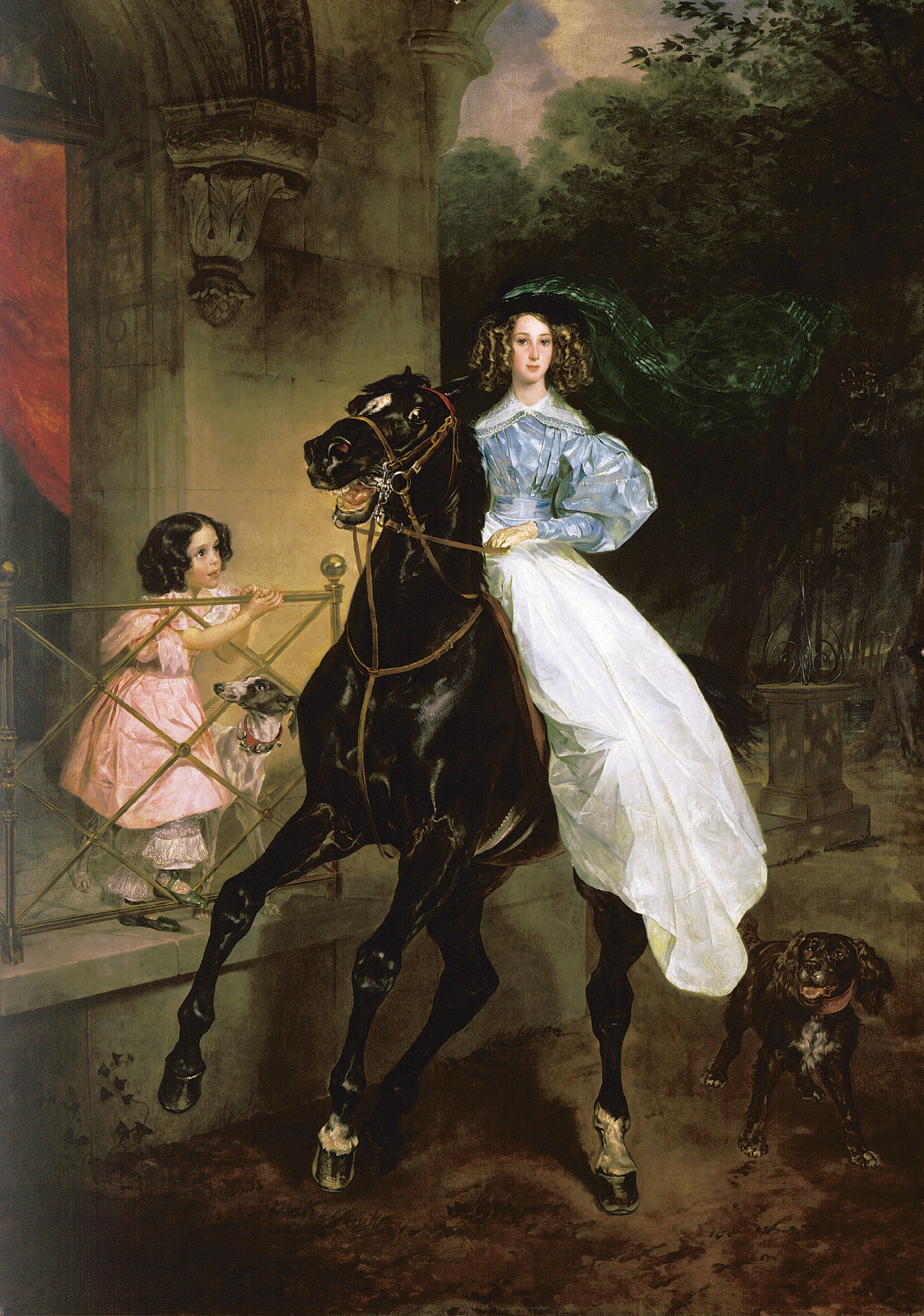
Các cô con gái của Pacini, tên là Giovannina và Amazilia, 1832, Nhà trưng bày Tretyakov
Ngày cuối cùng của thành Pompeii, 1833, Bảo tàng Nga
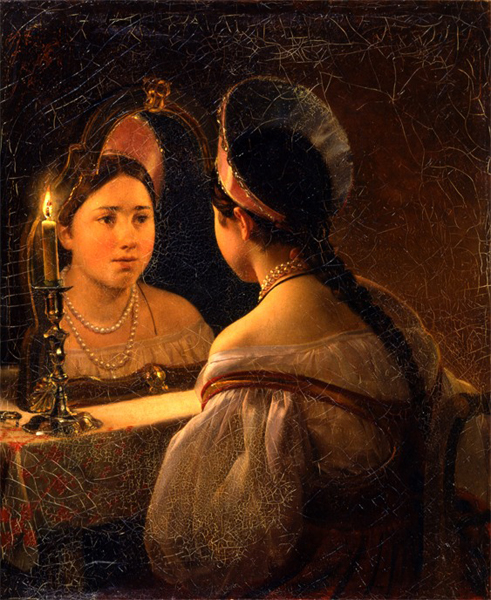
Bà thầy bói Svetlana, 1836, Bảo tàng Nghệ thuật Quốc gia Nizhny Novgorod
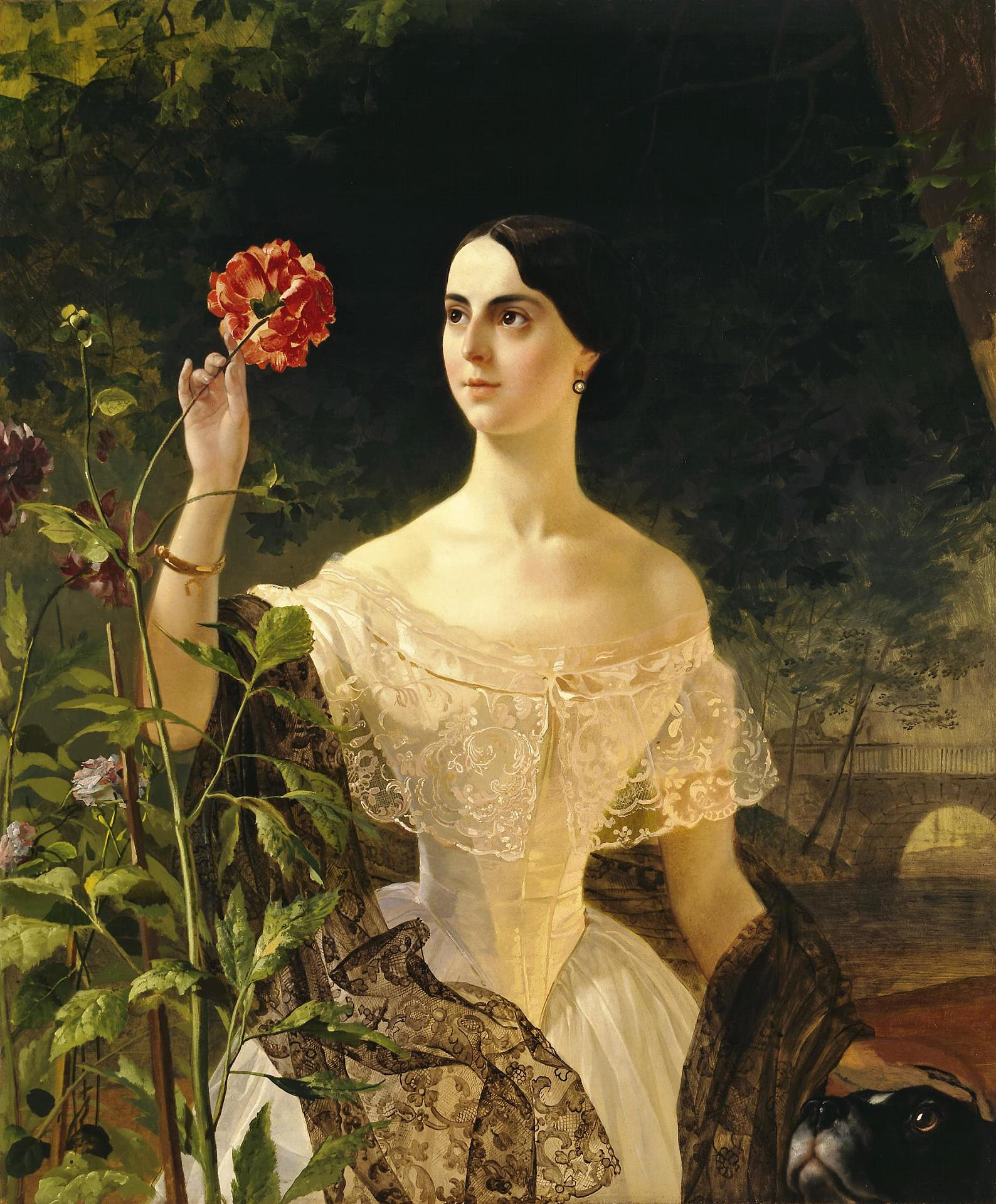
Chân dung Sophia Andreevna Bobrinskaya (Shuvalova), 1849.